# Saint-Genis-Laval
Saint-Genis-Laval este o comună în departamentul Rhône din sud-estul Franței. În 2009 avea o populație de 20.116 de locuitori.

## Evoluția populației
| An        | 1975   | 1982   | 1990   | 1999   | 2006   | 2009   |
| --------- | ------ | ------ | ------ | ------ | ------ | ------ |
| Populație | 13.162 | 14.353 | 18.782 | 19.221 | 19.944 | 20.116 |